# Kåre Willoch

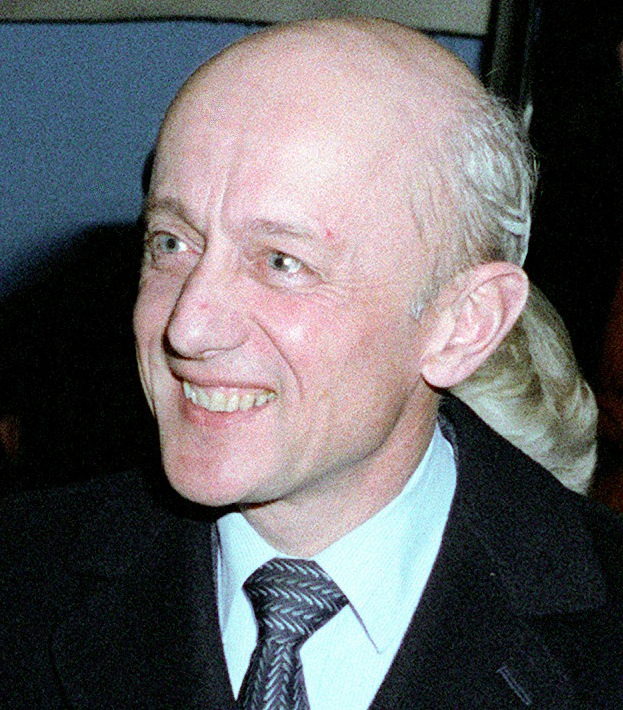
Kåre Willoch, 1983

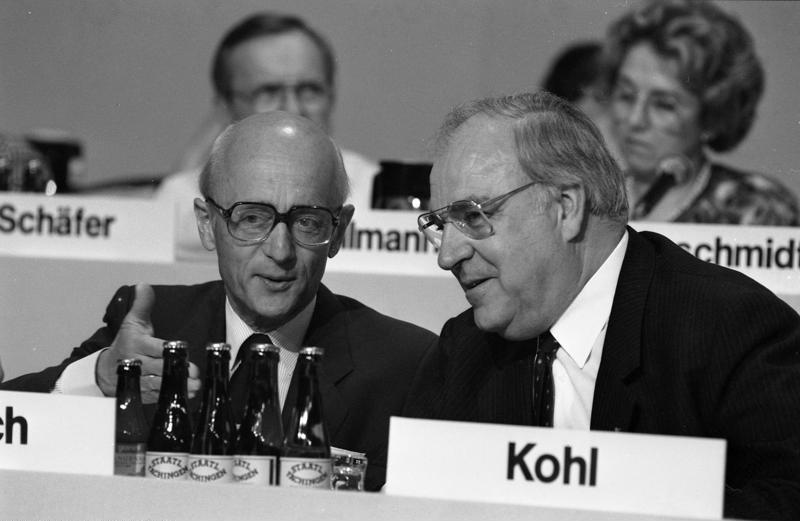
Willoch und Helmut Kohl in Wiesbaden 1988

Kåre Isaachsen Willoch (* 3. Oktober 1928 in Oslo; † 6. Dezember 2021 ebenda) war ein norwegischer Politiker der konservativen Partei Høyre. Er war von August bis September 1963 sowie von Oktober 1965 bis Juni 1970 der Handels- und Schifffahrtsminister seines Landes. Zwischen Oktober 1981 und Mai 1986 fungierte er als norwegischer Ministerpräsident. In den Jahren von 1958 bis 1989 war er Abgeordneter im Storting. Anschließend war er bis 1998 Fylkesmann von Oslo und Akershus. Von 1970 bis 1974 stand Willoch der Partei Høyre vor.

## Leben
Willoch wuchs im Westen von Oslo in einer Familie der Mittelschicht auf. Er besuchte von 1942 bis 1944 das Kristelig Gymnasium in Oslo und 1945 das norwegische Gymnasium in der schwedischen Stadt Uppsala. Im Jahr 1947 beendete er seine Schulzeit am Gymnasium in Ullern. 1948 leistete Willoch seinen Militärdienst als norwegischer Besatzungssoldat in Deutschland. Im Jahr 1953 beendete er sein Studium der Volkswirtschaft an der Universität Oslo. Während des Studiums arbeitete er von 1951 bis 1952 für den Norwegischen Reedereiverband (Norges Rederforbund), ab 1954 war er beim Norwegischen Industrieverband (Norges Industriforbund) tätig. Zudem war Willoch in dieser Zeit in der Lokalpolitik engagiert und er saß von 1951 bis 1959 im Stadtrat von Oslo.

### Stortingsabgeordneter und Minister
Bei der Parlamentswahl 1957 zog Willoch erstmals in das norwegische Nationalparlament Storting ein. Er vertrat den Wahlkreis Oslo und wurde Mitglied im Finanz- und Zollausschuss. Auch nach der Wahl 1961 gehörte er zunächst wieder diesem Ausschuss an und er wurde Teil des Høyre-Fraktionsvorstands. Am 28. August 1963 wurde er in der neu gebildeten Regierung Lyng zum Handels- und Schifffahrtsminister ernannt. Die Regierung hatte nur knapp ein Monat bis zum 25. September 1963 bestand. Willoch kehrte daraufhin wieder in das Storting zurück. Dort saß er für den Rest der bis Herbst 1965 andauernden Legislaturperiode im Verwaltungsausschuss. Von 1963 bis zur Stortingswahl 1965 fungierte er als Generalsekretär der Partei Høyre.
Am 12. Oktober 1965 erfolgte Willochs erneute Ernennung zum Handels- und Schifffahrtsminister. Als solcher gehörte er der Regierung Borten an. Sein Amt übte er bis zum 5. Juni 1970 aus. Zuvor war er im April 1970 zum neuen Vorsitzenden seiner Partei gewählt worden. Nachdem er als Mitglied der Regierung sein Mandat hatte ruhen lassen müssen, kehrte er im Juni 1970 wieder ins Parlament zurück. Dort wurde er Fraktionsvorsitzender der Høyre-Gruppierung und Mitglied im Außen- und Konstitutionsausschuss. In diesem Ausschuss verblieb er auch nach den Stortingswahlen 1973 und 1977 und er setzte zudem seine Tätigkeit als Fraktionsvorsitzender fort. Im Jahr 1974 trat er als Parteivorsitzender zurück und Erling Norvik wurde sein Nachfolger.

### Ministerpräsident
Seine Partei schnitt bei der Stortingswahl 1981 erfolgreich ab und konnte seit 1928 die erste Regierung ohne Beteiligung anderer Parteien bilden. Kåre Willoch übernahm am 14. Oktober 1981 das Amt als Statsminister, also als Ministerpräsident. Die Regierung Willoch übernahm dabei von der Regierung Brundtland I. Im Juni 1983 wurde Willochs Minderheitsregierung durch die Beteiligung der Kristelig Folkeparti (KrF) und der Senterpartiet (Sp) zu einer Mehrheitsregierung. Bei der Parlamentswahl 1985 verlor die Regierung ihre Mehrheit. Willochs Zeit als Ministerpräsident endete am 9. Mai 1986, nachdem er im Storting keine Mehrheit für die Erhöhung der Benzinabgaben erlangen konnte. Es folgte die Regierung Brundtland II. Die öffentliche politische Debatte Norwegens der 1980er-Jahre war stark von den Debatten zwischen Willoch und der Arbeiderpartiet-Politikerin Gro Harlem Brundtland geprägt.
Zu den Neuerungen der Regierungsperiode zählte die Liberalisierung der Ladenöffnungszeiten, die Etablierung lokaler Radiosender und die Zulassung privater Kliniken. Eine seinerzeit kaum umstrittene Niedrigzinspolitik erhöhte die private Verschuldung. Gleichzeitig wurden die Einnahmen aus der Erdölförderung großzügig in den Wirtschaftskreislauf eingespeist, was zu einer Überhitzung der Konjunktur und schon wenig später zu einer Krise des norwegischen Bankensektors zwischen 1987 und 1991 führte. Außen- und verteidigungspolitisch unterstützte Willochs Regierung den NATO-Doppelbeschluss von 1979.

### Rückkehr ins Parlament und Abschluss der Karriere
Willoch kehrte nach seiner Amtszeit als Ministerpräsident für seine letzte Legislaturperiode ins Storting zurück. Dort wurde er Vorsitzender des Außen- und Konstitutionsausschusses und erneut Mitglied im Fraktionsvorstand der Høyre. Im Jahr 1987 war er als NATO-Generalsekretär im Gespräch, er verlor jedoch gegen Manfred Wörner. Von 1987 bis 1989 stand er der Internationalen Demokratischen Union vor, von 1987 bis 1991 war er der Präsident der Deutsch-Norwegischen Gesellschaft in Norwegen.
Bei der Parlamentswahl 1989 trat Willoch nicht erneut an, um Fylkesmann (heute Statsforvalter) von Oslo und Akershus zu werden. Den Posten hatte er bis 1998 inne, als er die Altersgrenze für das Amt erreichte. Anschließend war er bis 2000 Vorstandsvorsitzender des Norwegischen Rundfunks NRK.

## Privates
1954 heiratete er Anne Marie Jørgensen. Das Paar hat drei gemeinsame Kinder.

## Auszeichnungen
- 1996: Sankt-Olav-Orden (Kommandeur mit Stern)
- 1997: Fritt-Ord-Preis
- 2005: Willy-Brandt-Preis